# 이기성 (성우)
이기성(1986년 12월 25일 ~ )은 한국의 남자 성우이다. 2015년 대원방송 성우극회 공채 6기로 입사하였다. 2017년 7월 이후로는 모종의 사유로 인해 은퇴하였다.

## 출연 작품

### 외화
- 변두리 로켓 (채널J) - 이치무라

### 애니메이션
- 내 친구 호비 - 각종 단역
- 오소마츠 6쌍둥이 - 마츠노 마츠조 (1기 한정)
- 원피스 Original - X 드레이크, 맥가이, 풀보디, 감비아, 타마고 남작
- 드래곤볼 슈퍼 - 내레이션/그레고리, 타고마, 모나카
- 심쿵! 프리큐어 - 지코츄, 프로토 지코츄 / 프로트 지코츄

### 특촬 드라마
- 파워레인저 닌자포스 - 실버, 성진호(진수 형님)
- 가면라이더 고스트 - 현진/고스트 드라이버 음성음

### 노래
- 가면라이더 고스트 오프닝 - 우리는 생각한다 고로 우리는 존재한다